# 龜虎古墳

34°27′N 135°49′E / 34.45°N 135.81°E
龜虎古墳（日语：、／ Kitorakofun）是位於日本奈良縣高市郡明日香村阿部山的一座圓墳，推測建於古墳時代後期（7世紀末，終末期古墳），特別史跡，其指定範圍達4,381平方米左右。古墳繪有星圖（天文圖）、四象和生肖的壁畫，其中星圖（天文圖）是現存世界上歷史最悠久的中式星圖，這些壁畫都是國寶，古墳的出土文物則是重要文化財，古墳同時也是世界遺產暫定名單「飛鳥、藤原的宮都以及其相關的資產群」的一部分。

## 歷史

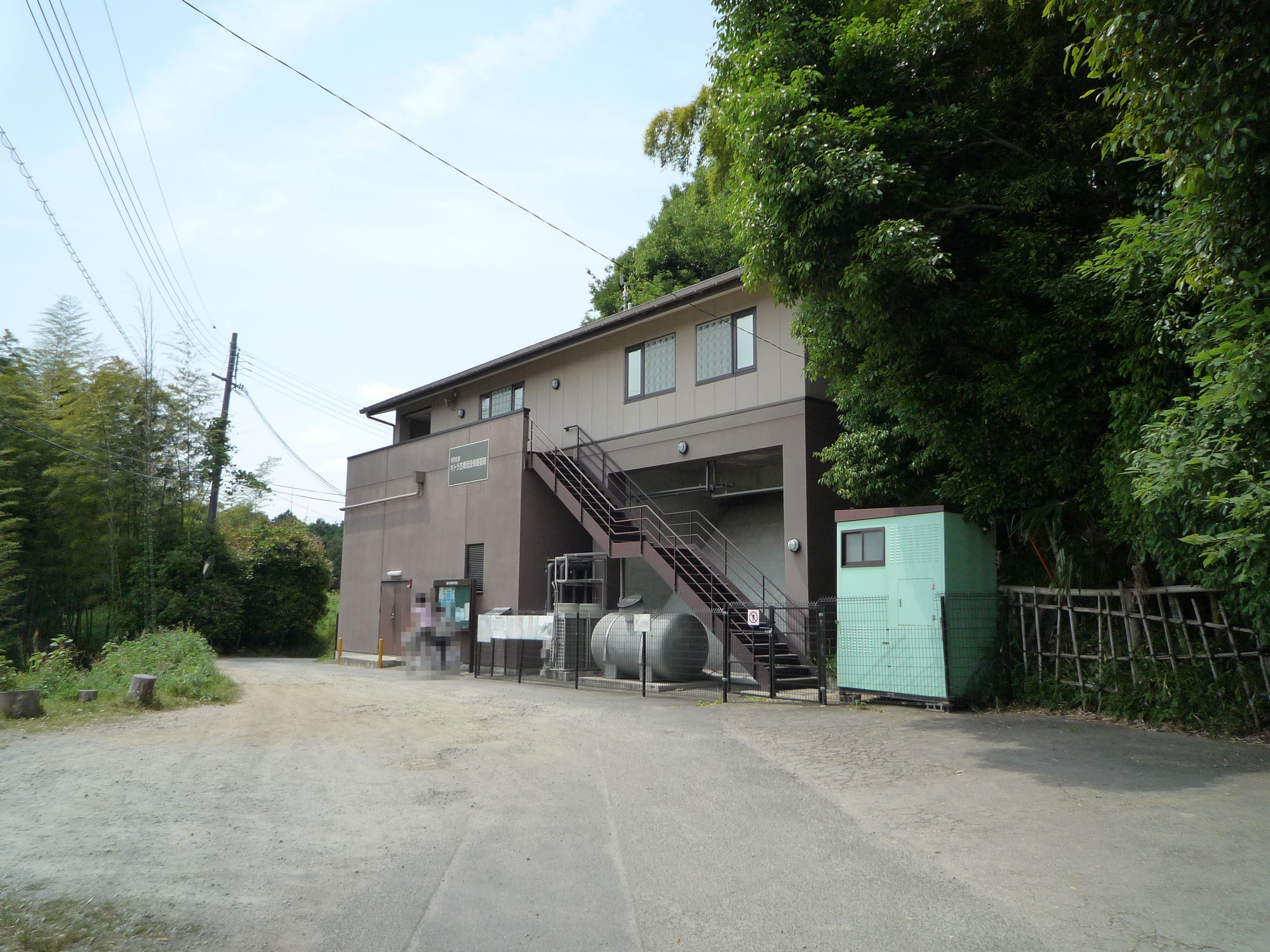
覆屋

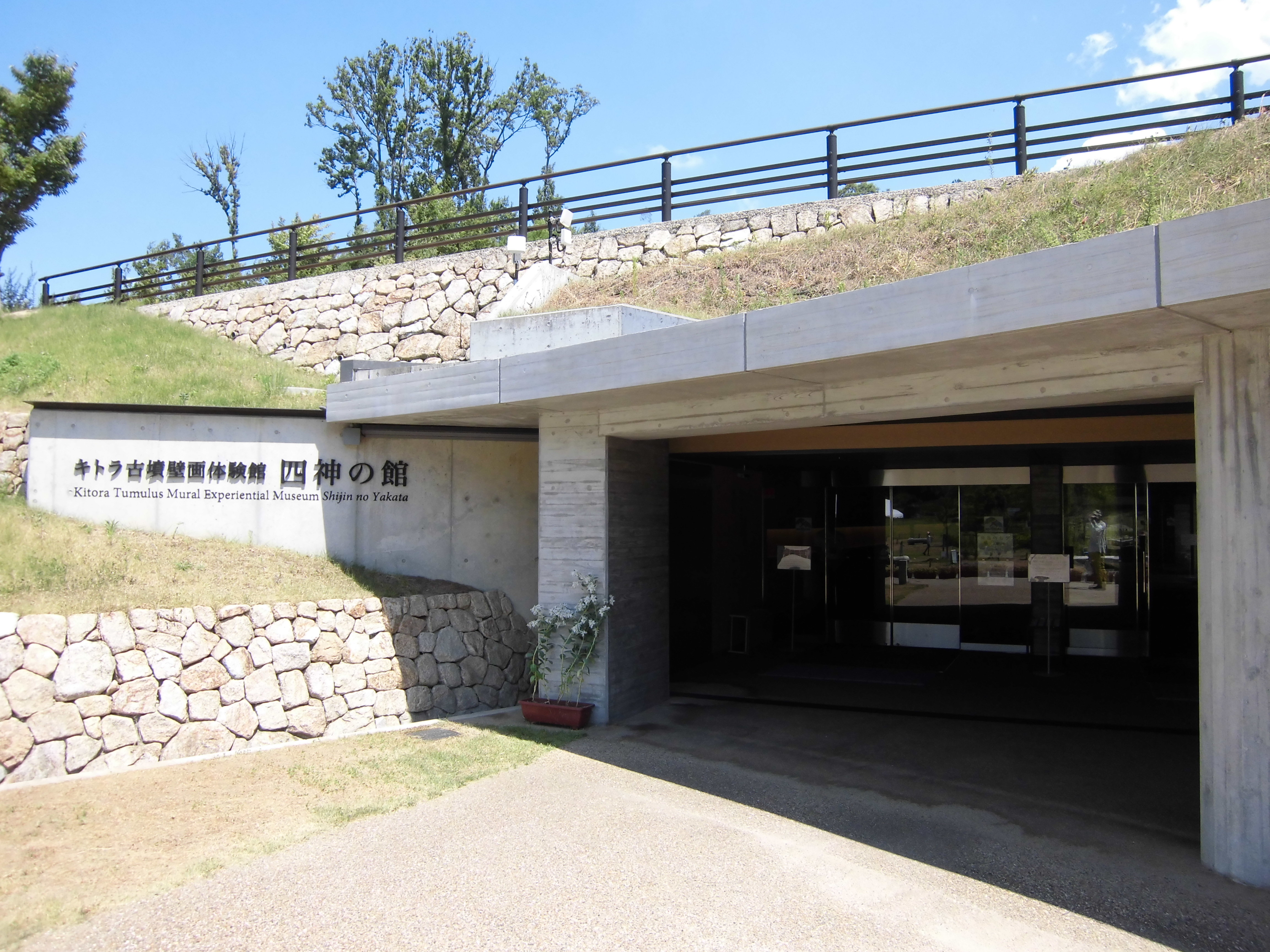
龜虎古墳壁畫體驗館　四神之館

龜虎古墳位於明日香村西南面的國營飛鳥歷史公園內一座東西延伸的丘陵，地處其南面斜坡的八字型山脊之間的中央部分，背面是一座小山，而墳丘的最低點與北面的小山相距約4.5米，能夠遠眺南面的壺阪山群，北面約1.5公里處則是高松塚古墳。墳丘雖然以夯土的方式建成，不過因為泥土流失的影響，規模稍為縮小了一些。另外，龜虎一詞被認為是訛轉自其南面的字「北浦」（きたうら）或取自四象中的虎（白虎）和龜（玄武），古墳由於位處阿部山集落的西北方，而虎和龜的方位分別是西和北，因此得名龜虎。
關於古墳的發現時期，存在著多項說法。岐阜女子大學指出古墳在很久以前已經為當地居民所知，《每日新聞》則表示當地住民在1972年高松塚古墳的壁畫被發現後，聯絡飛鳥古京顯彰會的成員上田俊和而發現了龜虎古墳，文化廳認為古墳在1978年開始為人所知。
1978年，當時正在丸子山古墳進行考古調查的網干善教、豬熊兼勝等人獲上田俊和告知在阿部山附近有一座跟高松塚古墳類同的古墳，他們一行人前往實地視察後，發現了像溝渠橫切面的石狀物，思疑為古墳的一部分。當地居民稱這個溝渠部分是在20年前的擴建工程中削平山丘時被發現，與高松塚古墳和丸子山古墳不同的是，這座古墳不但文獻未有記載，在當地也沒有相關的口耳相傳。1981年，豬熊在學術期刊《考古學期刊》第194號「飛鳥時代的古墳」中提到了龜虎古墳，不過並沒有引起迴響。翌年，關西大學對古墳和附近地形展開測量調查。1983年的調查發現了玄武壁畫。1995年，正式定名為龜虎古墳（キトラ古墳）。
1996年，明日香村認為有逼切需要設置擋土牆來避免山泥傾瀉，為了防止墳丘倒塌，將原本斜坡下的道路轉向至南面，並且以盛土的方式進行加固，從而保存古墳。為此，為了確認墳丘規摸，展開了發掘調查。1997年，明日香村教育委員會再次展開了調查，重新對古墳進行測量以及發掘。1998年，調查人員發現了青龍和白虎的壁畫，以及天文圖。2000年7月31日，古墳獲文化廳指定為日本國史跡，同年11月24日上調為特別史跡。2001年，調查人員發現了朱雀壁畫，以及在玄武和青龍壁畫的下方發現了十二生肖的獸人壁畫。2002年至2004年，奈良文化財研究所、奈良縣立橿原考古學研究所和明日香村教育委員會合作，對石室前方的墓道部分、墳丘盜墓坑、墳丘西南面、石室南面牆壁為止的墓道部分、石室盜墓坑和石室內部展開了調查。2011年至2013年，奈良文化財研究所單獨對石室內部、石室盜墓坑和墓道部分，在不動土的情況下展開了考古調查，古墳在調查結束後於2013年10月3日被封鎖，以便進行後續的復原工作。2016年9月24日，展示古墳相關文物的「龜虎古墳壁畫體驗館　四神之館　龜虎古墳壁畫保存管理設施」正式啟用。

## 規模

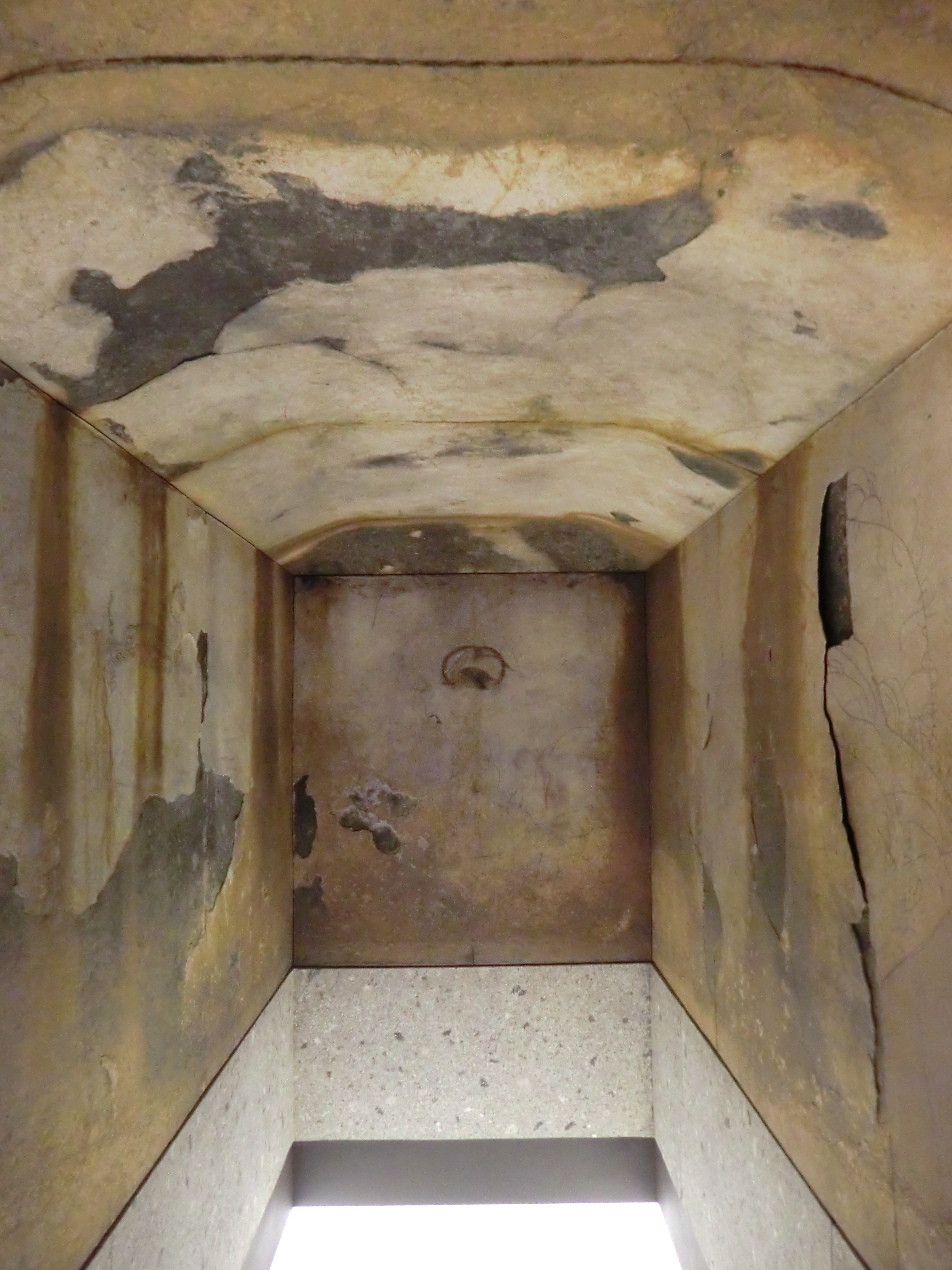
石室模型

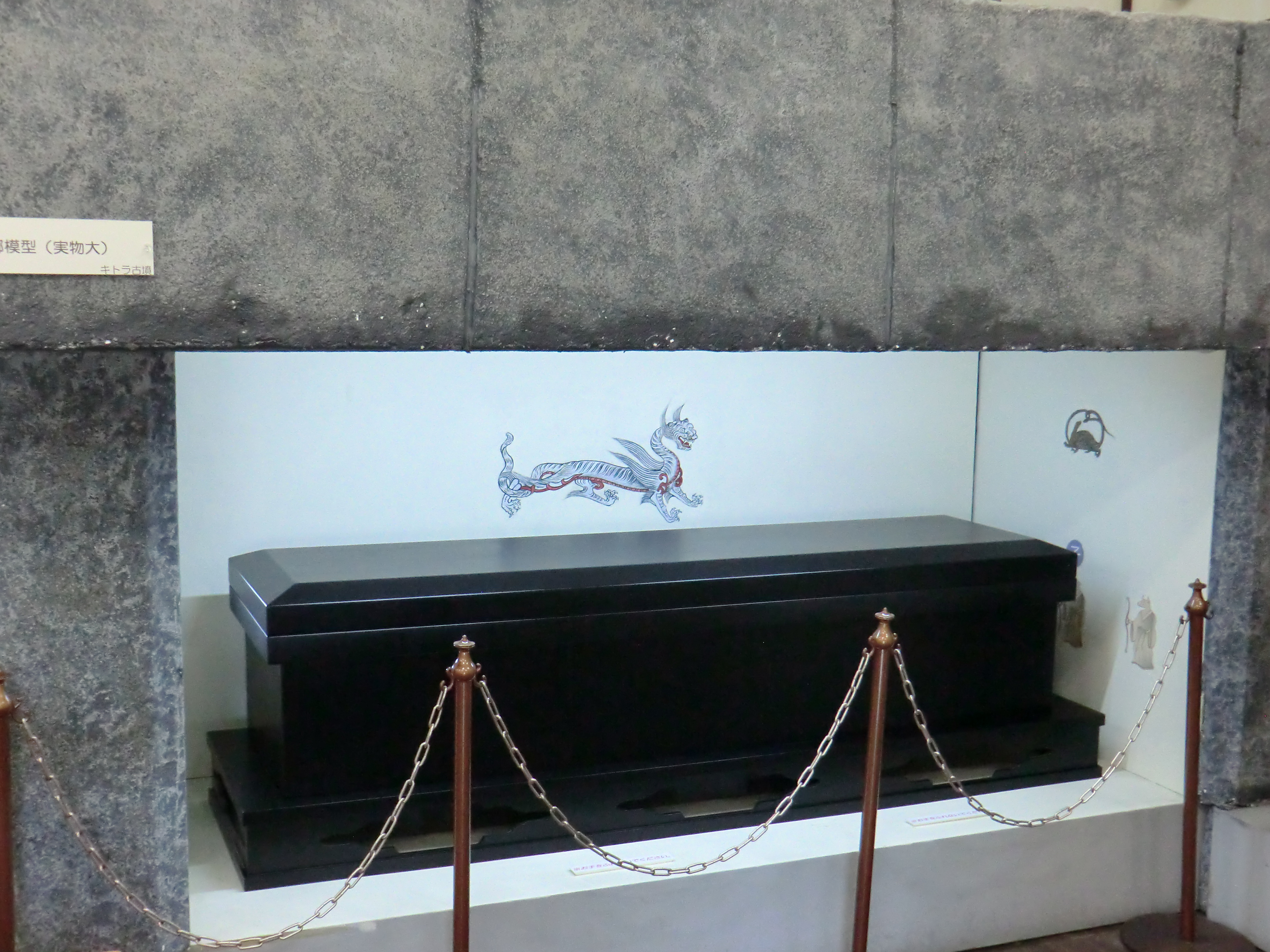
石槨模型

古墳是一座兩層的圓墳。下層直徑是13.8米，上層直徑是9.4米，內裡的墓道寬約2.35-2.65米，推算全長5米，連接石室的部分是長1.8米，往南面傾斜的平面，該處有四條用來搬運木材的坑道。墓室形態是橫口式石槨，石室南邊的側面牆壁高3米，石室頂部的天井石上方有兩米厚的盛土。石室內部長2.4米，寬1.04米，高1.24米，從底部石板的表面計算則高1.82米，外部寬度推算為1.96米，石室的石材都是二上山產的溶結凝灰岩，由地面四塊、北面牆壁兩塊、東面牆壁四塊、西面牆壁三塊、頂部四塊、南面牆壁（封閉入口的石板）一塊，總共18塊石板堆砌而成。地面的四塊石塊以橫放的方式並排，其南邊的寬度是1.85米，中間的兩塊石板的可見部分長度從南邊的石板算分別是0.799米和0.977米，地面石塊整體稍高於地平面約3厘米。北面和西面牆壁都是垂直並列，東面牆壁則是兩側各一塊，中間上下各一塊。頂部則是四塊橫放，其內側呈屋頂型，平坦部分東西寬0.6米，頂部的南邊則寬幅1.82-1.85米，厚0.68m米，長0.82米，中央部分的石板從南邊算起，可見部分分別長0.804米和0.894米。南面牆壁高1.15米，寬1.2米，厚0.495米，與頂部之間有約1厘米的空隙間，西面上方則有一上方寬度達0.47米，高0.7米的盜墓用洞口。石室四周均塗上了石灰，牆壁和頂部均有壁畫，而且已確認石材裡之間的接合部分均有塗上石灰。
這些石灰覆蓋了大量的紅線，2012年的調查中發現了66處，最短的是0.3厘米，最長的達41.2厘米，地面三條，頂部六條，東面牆壁七條，南面牆壁一條，西面牆壁三條。由於2011年的調查時已經發現了地面和頂部分別各有一條和5條紅線，這次的調查新發現了14條紅線，總共為20條。線的粗度大多介乎於1-3毫米，部分則達6毫米，大多數紅線都位於石材的外圍部分，很可能是加工石材時用作量度的基線。2014年的調查中，新發現了51處紅線，最短的只有1毫米，累計發現了24條紅線。
另外，入葬者存在多項說法，例如天武天皇之子高市皇子和百濟王昌成，而且由於古墳位處於阿部山，因此又有意見認為可能是右大臣阿部御主人。無論如何，由於陪葬品用上了金和銀，而且內有裝飾華麗的木棺等等，可見入葬者的身份相當高貴。

## 壁畫
古墳的四面牆壁和頂部分別繪有壁畫，最早發現的四象壁畫是玄武，然後是青龍和白虎，最後是朱雀，四象分別位於北面牆壁、東面牆壁、西面牆壁和南面牆壁，由於高松塚古墳曾經遭到盜墓，導致現在無法確認在南面牆壁的朱雀壁畫，因此日本古墳中能夠確認所有四象壁畫的便只有龜虎古墳。各面牆壁按照方位，各繪有三種生肖的壁畫。頂部的東邊斜面有以金箔而成的太陽，西邊斜面則有以銀箔而成的月亮，平坦部分則繪有現存世界上歷史最久的中式星圖。2002年12月，文化廳為了避免調查對壁畫造成影響，委託了鹿島建設興建覆屋，並且在2003年完工。2004年7月，文化廳決定將剝落嚴重的青龍、白虎、戌和亥壁畫移除，同年9月最終決定將壁畫全數移走，移走的壁畫被細分成1,143小塊，花費了長達6年的時間全數移除後，經過重組等工序，覆屋在2014年7月31日完成歷史任務而被拆除。2016年12月7日，文化廳宣佈各壁畫的修復工作已經近乎完成，亦已經移送至國營飛鳥歷史公園裡的四神之館內。2018年10月31日，古墳的壁畫以「龜虎古墳壁畫」的名義獲指定為重要文化財，2019年7月23日上調為國寶。

### 四象

#### 玄武
玄武壁畫位於石室內的北面牆壁，壁畫中一條蛇以一個環狀的形式纏繞著一隻龜，並且兩者凝視著對方，寬23厘米，高14厘米。構圖原型可能是來自東晉隆安二年（398年）的镇江东晋画像砖墓，不過這種設計在中國大陸並不常見，可是在日本的話則散見於高松塚古墳、藥師寺金堂藥師如來坐像和正倉院十二支八卦背圓鏡等等。
1983年8月，NHK受上田俊和邀請前往當地以透地雷達、纖維鏡和電磁波等維持古墳原狀的方式來對古墳展開調查。同年11月7日，網干善教、豬熊兼勝、坪井清足和直木孝次郎等考古學家開始展開調查。一行人首先在墳丘上通過透地雷達，掌握了石室的情況，然後通過南面的盜墓孔以纖維鏡來進行探測，這是日本古墳中通過維持其原狀來進行內部發掘的首例。這次調查中發現了內部的玄武壁畫，然而由於纖維鏡在途中出現故障，調查被逼中止。11月11日，明日香村將其命名為「龜虎古墳」，同日晚上NHK在現場直播了特備節目《發現！飛鳥時代的壁畫古墳》（発見!飛鳥時代の壁画古墳），並且加插了調查過程和古墳內部的影像，在考古學和古代史相關人士之間引起了莫大的迴響。後來，東海大學情報技術中心通過這次探測得來的數據，成功還原了壁畫。2005年11月30日，文化廳對外公佈在嘗試將玄武壁畫從牆壁中分離的過程中，蛇的頭部和龜的右前腳等5處約數厘米的地方殘留在牆壁上，對壁畫造成了損傷。

#### 青龍、白虎、朱雀
青龍和白虎的壁畫均是在1998年進行的內部調查中通過小型攝錄機而被發現了。青龍壁畫位於石室內的東面牆壁，壁畫中青龍飛躍於半空中，口吐紅舌，發現時除龍頭外，只能看到龍腳和龍腹的一小部分，其餘部分均被泥土所覆蓋，壁畫推測高25厘米，寬40厘米。2004年8月11日，三名考古人員花了兩小時成功將壁畫從牆壁中分離。2009年4月28日，青龍壁畫的實物在飛鳥資料館首次對外公開。
白虎壁畫位於石室內的西面牆壁，神態張牙舞爪，體態細長，口吐紅舌，繪有虎紋的頭部朝北，這與符合中國古代形式的高松塚古墳相反，高45厘米，寬25厘米。2004年9月和2005年5月，文化廳將白虎壁畫分成身體和兩隻前腳後從牆壁中分離，單單是分離身體部分便花了達6.5小時。其後，將其安置於奈良文化財研究所的埋藏文化財中心內室溫達15度的冰箱裡保存，經過2005年11月時的修復和抽取水分等工作後，在2006年5月12日首次對外展示，這是日本首次有極彩色壁畫開放讓一般民眾觀看。
朱雀壁畫在2001年3月通過數碼相機而被發現，為極彩色朱雀壁畫在日本的首例，位於石室內的南面牆壁，高15厘米，寬39厘米，呈飛行形態，其尾部與東面牆壁的距離僅有21.5厘米。2007年2月7日，文化廳正式決定將朱雀壁畫從牆壁中分離。2010年5月15日，壁畫在飛鳥資料館首次對外公開展示。2020年5月11日，新設的日本當地車牌「飛鳥」採用了朱雀壁畫的圖案作為設計，能夠使用的市町村分別是橿原市、三宅町、田原本町、高取町和明日香村。

### 天文圖（星圖）

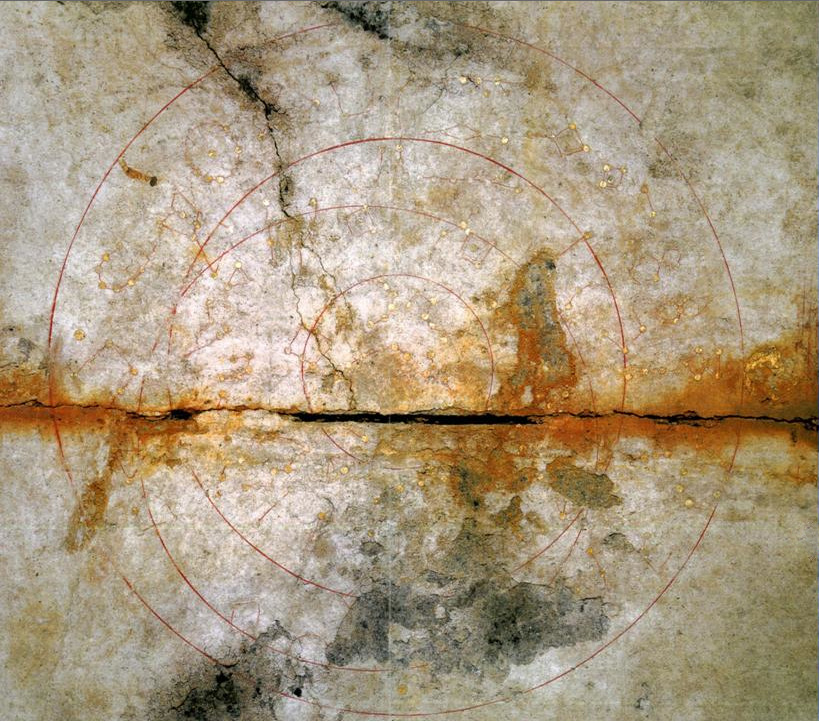
天文圖（星圖）

古墳的天文圖（星圖）在1998年進行的內部調查中被發現，位於石室頂部，繪有大中小的三重圓形，分別代表外圓、赤道和內圓，與赤道交叉的地方另有一個圓形代表著黃道，兩者之間以金箔和紅線繪畫了包括二十八宿在內的星群，內圓、外圓、赤道和黃道的直徑分別是168毫米、606毫米、403毫米和405毫米。2007年7月5日至2008年11月27日，文化廳先後22次將天文圖從頂部中分離，分成113小塊，其中包含了太陽和月亮的壁畫。太陽和月亮本身則位於天文圖的東邊和西邊，直徑約53毫米。推算原本有350個天體和68個星座，能夠通過攝影確認或有殘留金箔的有179個，只有痕跡（朱線等等）的則是98個，總計277個。四神之館正式啟用的2016年9月24日，天文圖首次公開對外展示。
天文圖很有可能是源於中國大陸或朝鮮半島，類同於死於684年的章懷太子的墓內的天文圖，因此有說法認為古墳的天文圖的時期也與其接近，也有研究通過星宿位置的誤差等推算出古墳的天文圖的觀測年代是300年（±90年），相比起中國最早的現存天文圖淳祐天文圖（1247年完成，觀測時期是1078年至1085年）和韓國最早的現存天文圖天象列次分野之圖（1395年）都要早。觀測地點的緯度則是33.9度±0.7度，雖然日本的飛鳥（北緯34.5度）也處於這個緯度之間，但是由於日本的觀測天文學始於7世紀，因此觀測地是中國的西安（北緯34.3度）或洛陽（北緯34.6度）的可能性較高。

#### 十二生肖獸人
各面牆壁按照方位，各繪有三種生肖，不過能夠確認到的只有子、丑、寅、午、戌和亥。子身穿紅色衣領的半衣長袍，衣袖亦是紅色，右手持跟身高幾乎一樣的鉤鑲或弓，亥與子類同，而丑則身穿右袵的長袍，手持弓狀物品。另外，虎穿V領半衣和左衽長袍，衣袖處有紅色的裝飾，配戴著腰帶，手持幢，午也同樣穿紅袍，手持幢。戌穿跟虎一樣的衣服，V字紅色衣領，袖口是紅色，手持幢。2008年5月9日至5月25日，子、丑和寅的壁畫在飛鳥資料館作特別公開。
在1998年的調查中，首先發現了北面牆壁的子和丑的獸人壁畫，及後於2001年的調查中在東面牆壁的靠北處發現了寅的獸人壁畫。在同年的調查中也發現了沒有頭部的戌的壁畫，推測原本高約15厘米，寬9厘米。2004年8月4日，文化廳成功將戌壁畫從牆壁中分離，這是日本首次成功將古墳壁畫從牆壁中分離。同年11月1日，文化廳成功將丑的全體和亥的一部分壁畫從牆壁中分離。2005年，在將朱雀壁畫從牆壁中分離時發現了午的獸人壁畫。
2019年3月22日，文化廳發現了疑似辰的壁畫，不過由於該處被泥土所覆蓋，詳情仍然有待確認。

## 出土文物
古墳出土了金銀裝帯取金具殘骸1件、金屬製品16件、琥珀玉6件、玻璃製品、金屬製品殘骸6件、漆工製品殘骸27件、漆、金箔片、石室石材殘骸1件和土師器3件。其中，金銀裝帯取金具殘骸是一個在鐵環內側貼上銀板，表面以金象嵌的形式，分別繪有細線和粗線以及S字形圖案的文物。另外，金屬製品中的銀製鞘口和和鞘尾金具等，均是飛鳥時代末期少有的與刀相關的文物。此外，鉛玻璃製，平均長度1.2毫米的玻璃顆粒雖然用途不明的文物，不過卻是龜虎古墳獨有的出土文物。而與木棺相關的金銅透彫座金具、銀環附金銅六花形飾金具、朱漆塗木棺等的漆工製品殘骸則對還原木棺原狀以及石室全貌有很大的幫助。2018年10月31日，古墳的出土文物獲指定為重要文化財。

### 註解
1. ↑  極彩色的意思是使用各種顏色來塗成彩色，多見於佛堂和佛塔的內部，近世之後在社殿等建築物內部也有使用極彩色，有些社殿的外圍部分則是自古便採用了這種手法[31]。

## 外部連結
- YouTube上的奈良攻略～龜虎古墳深度遊 (中字/Eng sub)